# Бірінші Мамир
Бірінші́ Мами́р (каз. Бірінші Мамыр) — село у складі Толебійського району Туркестанської області Казахстану. Адміністративний центр сільського округу Бірінші Мамира.
До 2006 року село називалось Первомаєвка.
Населення — 6591 особа (2021; 6057 у 2009, 5542 у 1999, 5004 у 1989).